# Negru boia
Negru boia este un vechi soi românesc de struguri.